# Rumunki (Kamienna)
Rumunki – przysiółek osady Kamienna w Polsce, położony w województwie pomorskim, w powiecie kwidzyńskim, w gminie Prabuty, przy drodze wojewódzkiej nr 522.
W latach 1975–1998 przysiółek administracyjnie należał do województwa elbląskiego.